# 三菱製鋼
三菱製鋼株式会社（みつびしせいこう）は、三菱グループの鉄鋼メーカーで、東京都中央区に本社をおいている。

## 概要
三菱グループの鉄鋼部門を担う企業。三菱金曜会及び三菱広報委員会の会員企業である。三菱金曜会に属する企業のうち、三菱財閥の直系企業（三菱では分系会社という）の1社。
自動車や建設機械、鉄道車輛向けの特殊鋼やばね、鉄系を主にした鋳・鍛造品、さらには自動車、航空・船舶、エネルギー、エレクトロニクスほか、幅広い分野で使用される高機能特殊合金の鋳・鍛造製品および粉末製品を生産しており、日本の鉄鋼業界においては特殊鋼メーカーとして位置付けられている。
日本最古のばねメーカーの系譜を継ぐばね事業は、素材から製品まで一貫した国内唯一のメーカーとして、精密ばねから超大型ばねまで幅広い生産が可能である。紡績機械用のばね製造を起源に、日本で初めて鉄道車輛用のばねを製造したほか、建設機械用太巻ばねでは世界トップシェアを持つ。
また、折り畳み式携帯電話が主流であった2000年代半ばには、継ぎ目部分に用いられる「Ⅱ軸ヒンジ」で世界トップシェアを誇り、携帯電話ヒンジ部門で一時は世界７割のシェアを占めていた。
現在でもデジタルカメラ、車載用モニター、音響機器、電子辞書向け等に各種ヒンジおよびその他組立品を製造・販売を行う。
主力の鋼材事業は、日本国内での鋼材製造を担う三菱製鋼室蘭特殊鋼が太丸サイズを得意とし、直径170㍉以上の太丸は国内トップシェアを誇り、建設機械や産業機械、自動車などの需要家に、高炉由来の溶銑を原料に高品質製品を提供する。
なお、三菱グループの高炉メーカーとしては戦前に三菱製鐵が存在したが、1934年に日本製鐵の設立に参加し、三菱財閥は銑鋼一貫による鉄鋼業から撤退している。

## 沿革

### 旧三菱鋼材株式会社（戦前）
- 1917年4月 - 1904年創立の日本最古のばねメーカー東京スプリング製作所と、1916年創立の東京鋼材製作所で安来製鋼所の次に古い特殊鋼メーカーが合併し、東京鋼材株式会社を設立。
- 1924年5月 - 広田製鋼所を買収し、製鋼作業を開始。
- 1940年12月 - 商号を三菱鋼材株式会社と改称。

### 旧三菱製鋼株式会社（戦前）
- 1919年5月 - 三菱造船株式会社（のちの三菱重工業）長崎製鋼所として鋳鍛鋼品の製造を開始。
- 1934年4月 - 商号を三菱重工業株式会社に変更。
- 1937年4月 - 三菱重工業株式会社長崎製鋼所として長崎造船所から独立。
- 1942年8月 - 三菱製鋼株式会社を設立し、三菱重工業株式会社長崎製鋼所の事業を承継。

### 統合
- 1942年12月 - 三菱製鋼と三菱鋼材の両社が合併し、三菱製鋼株式会社となる。
- 1949年12月 - 企業再建整備法による決定整備計画に基づき、第二会社として長崎製鋼株式会社と東京鋼材株式会社の2社を設立。

### 旧三菱製鋼株式会社（戦後）
- 1949年12月 - 長崎製鋼株式会社は長崎製鋼所の事業を承継。
- 1953年6月 - 商号を三菱製鋼株式会社に変更。
- 1963年9月 - 宇都宮製作所を新設。

### 旧三菱鋼材株式会社（戦後）
- 1949年12月 - 東京鋼材株式会社は大島製作所・深川製鋼所及び広田製鋼所の事業を承継。
- 1952年12月 - 商号を三菱鋼材株式会社と改称。

### 再統合
- 1964年2月 - 三菱製鋼と三菱鋼材の両社が再び合併し、三菱製鋼株式会社となる。
- 1965年4月 - 大島製作所及び深川製鋼所を統合し、東京製作所を設置。
- 1967年5月 - 市川製作所を新設し、大島製作所の磁材部門を移設。
- 1970年4月 - 当社及び新日本製鐵株式会社が主体となり、ほか4社の資本参加を得て、大型鋳鍛鋼品の製造・加工を事業目的とする日本鋳鍛鋼株式会社を設立。
- 1975年1月 - 長崎製作所（旧・長崎製作所）の機械組立品関係の事業を分離し、三菱重工業株式会社・株式会社三菱銀行ほか三菱系5社の共同出資により、三菱長崎機工株式会社を設立。
- 1978年5月 - 市川ばね工場を新設。
- 1983年
  - 2月 - 鋳綱品の製造・加工を事業目的とする菱鋼鋳造株式会社を設立。
  - 8月 - 本社を東京都中央区晴海に移転。
- 1986年7月 - 米国Rockwell International Corporationとの合弁により、自動車用ばねの製造・販売を事業目的とするRockwell International Suspension Systems Companyをカナダに設立（1997年10月、社名をMeritor Suspension Systems Companyに変更）。
- 1991年10月 - 米国Rockwell International Corporationとの合弁により、自動車用ばねの製造・販売を事業目的とするRockwell International Suspension Systems Company U.S.を米国に設立（1997年10月、社名をMeritor Suspension Systems Company U.S.に変更）。
- 1993年2月 - 千葉製作所を新設し、東雲にある東京製作所からばね部門を移設。
- 1994年
  - 3月 - 特殊鋼鋼材事業部門を東雲から室蘭市に移転。当社の70%出資により設立した三菱製鋼室蘭特殊鋼に製造を移管。
  - 10月 - タイのBANGKOK SPRING INDUSTRIAL Co., Ltd.との合弁により、鋳造磁石の製造・販売を事業目的とするBANGKOK MAGNET CORPORATION Co.,Ltd.をタイに設立。
- 1999年
  - 3月 - 事業用ガスタービン動・静翼等に関する精密鋳造品事業を、三菱重工業株式会社に移管。
  - 12月 - BANGKOK MAGNET CORPORATION Co.,LTD.で精密ばね事業を開始（2000年9月、MSM(THAILAND)CO.,LTD.に社名変更）。
- 2000年8月 - 精密部品事業の拡充を目的として、プレシジョンスプリング株式会社の海外工場PSKセブ、PSKマニラを100%子会社化（2004年7月、社名をMSM CEBU, INC., MSM MANILA, INC. に変更）。
- 2001年9月 - 市川ばね工場を千葉製作所に集約。
- 2002年12月 - 宇都宮製作所の精密鋳造の生産をMSM(THAILAND)CO., LTD. に全面的に移管。中国に精密組立品の製造・販売を事業目的とする寧波菱鋼精密部件有限公司を設立。
- 2004年
  - 4月 - 精密部品事業の拡充を目的として、電子部品メーカーであるヒューマン電機株式会社を買収。
  - 12月 - 寧波菱鋼精密部件有限公司は生産規模拡大のため近隣へ移転。
- 2005年
  - 3月 - 宇都宮製作所金型部門と精密部品事業部金型部門を集約し、金型センターを市川市塩浜に設置。
  - 4月 - プレシジョンスプリングと菱鋼鋳造の両社を吸収合併。広田製作所を設置。
- 2006年
  - 2月 - 中国に自動車用ばねの製造・販売を事業目的とする寧波菱鋼弾簧有限公司を設立。菱鋼鋳造株式会社（1983年2月に当社広田製鋼所を分離し設立）を吸収し、広田製作所を設置。
  - 7月 - PT. MSM INDONESIA をインドネシアに設立。
  - 10月 - ヒューマン電機を吸収合併。
- 2009年10月 - Meritor Suspension Systems Company, Meritor Suspension Systems Company U.S. の持分を合弁先より買い取り子会社化。両社の社名をMSSC CANADA、MSSC USにそれぞれ変更。
- 2013年
  - 1月 - 宇都宮製作所を閉鎖。
  - 4月 - 北米（カナダ・米国）の持分会社と事業会社を統合。両社の社名をMSSC CANADA INC.MSSC US INC.MSSC INC.にそれぞれ変更。
  - 9月 - MSM MANILA, INC. を閉鎖。
- 2014年
  - 4月 - インドのStumpp Schuele & Somappa Springs Pvt．Ltd.との間で、MSM SPRING INDIA PVT.LTD.とStumpp Schuele & Somappa Auto Suspension Systems Pvt．Ltd.の2社の合弁会社を設立。
  - 8月 - 特殊鋼鋼材事業の海外展開を目的として、インドネシアの特殊鋼電炉メーカーであるPT.JATIM TAMAN STEEL MFG.へ資本参加。
- 2016年
  - 3月 - インドネシアにPT. MSM INDONESIAのジャカルタ支店を開設。
  - 4月 - 千葉製作所構内に技術開発センターを設置。メキシコ合衆国に自動車用ばねの製造・販売を事業目的とするMSSC MFG MEXICANA, S.A. DE C.V.を設立。
- 2017年10月 - 本社を東京都中央区晴海（晴海パークビル）から現在地に移転。本社の移転は34年ぶり。
- 2018年
  - 1月 - PT. JATIM TAMAN STEEL MFG.の株式を追加取得し、連結子会社化。
  - 4月 - ドイツのばねメーカーGebrüder Ahle GmbH & Co. KG（Ahle社）を買収し、100%子会社化。その後、同年9月にMSSC Ahle GmbHに社名変更（なお、2024年に連結対象から除外となっている）。

## 国内拠点
- 本社 - 東京都中央区
  - 部品事業部 - 千葉県市川市
- 中部支社 - 名古屋市中区
- 西日本支社 - 大阪市中央区
- 福岡営業所 - 福岡市博多区
- 広島営業所 - 広島市安佐南区
- 千葉製作所 - 千葉県市原市
- 広田製作所 - 福島県会津若松市

## グループ
| 所在           | 会社名                          | 事業                                                                                                 |
| -------------- | ------------------------------- | --- |
| 日本           | 三菱製鋼室蘭特殊鋼              | 鋼材の加工・製造・販売                                                                               |
| 日本           | 三菱長崎機工                    | 鐵鋼構造物・産業機械・環境プラントなどの製造・販売                                                   |
| 日本           | 菱鋼運輸                        | 運送業・倉庫業                                                                                       |
| アメリカ合衆国 | MSSC INC.                       | 自動車用巻ばね、トーションバー、スタビライザ及びその組立品のマーケティング、設計及び本社経営支援業務 |
| アメリカ合衆国 | MSSC US INC.                    | 自動車用巻ばね、スタビライザ及びその組立品の製造、販売                                               |
| カナダ         | MSSC CANADA INC.                | 自動車用巻ばね、トーションバー、スタビライザ及びその組立品の製造、販売                               |
| 中国           | 寧波菱鋼弾簧有限公司            | 自動車用巻ばねの製造・販売                                                                           |
| フィリピン     | MSM PHILIPPINES MFG.INC.        | 精密ばねや組立品の製造・販売                                                                         |
| タイ           | MSM (THAILAND) CO., LTD.        | 鋳造磁石や精密鋳造品の製造・販売                                                                     |
| インドネシア   | PT. MSM INDONESIA               | 三菱製鋼商品の輸出入                                                                                 |
| インドネシア   | PT. JATIM TAMAN STEEL MFG.      | 特殊鋼棒鋼の製造、販売                                                                               |
| メキシコ       | MSSC MFG MEXICANA, S.A. DE C.V. | 自動車サスペンション用ばねの製造・販売                                                               |
| インド         | MSM SPRING INDIA PVT.LTD.       | 建設機械・鉄道車輌用太巻ばね・ASSY、自動車・トラック用板ばねの製造および販売                         |

## 歴代社長
生え抜きのトップが続く一方、90年代後半の不況時には棒鋼主体の鋼材事業は電炉を縮小するなどリストラを進めた。
| 代数   | 氏名     | 在任期間        | 出身校                    | 出身母体   |
| ------ | -------- | --------------- | ------------------------- | ---------- |
| 第4代  | 竹下貞雄 | 1981年 - 1985年 | 東京商科大学              | 三菱製鋼   |
| 第5代  | 阿部芳平 | 1985年 - 1989年 | 東京帝国大学 工学部       | 三菱製鋼   |
| 第6代  | 岩崎茂夫 | 1989年 - 1995年 | 東京帝国大学 工学部       | 三菱製鋼   |
| 第7代  | 高山輝夫 | 1995年 - 1997年 | 東京大学 工学部           | 三菱製鋼   |
| 第8代  | 市川誠   | 1997年 - 2003年 | 大阪大学 工学部           | 三菱重工業 |
| 第9代  | 加藤秋夫 | 2003年 - 2009年 | 中央大学 法学部           | 三菱製鋼   |
| 第10代 | 大野信道 | 2009年 - 2015年 | 名古屋工業大学 金属工学科 | 三菱製鋼   |
| 第11代 | 佐藤基行 | 2015年 -        | 慶応義塾大学 工学部       | 三菱製鋼   |